# Nancy Hsueh
Nancy Hsueh, née le 25 février 1941 à Los Angeles (Californie) et morte le 24 novembre 1980 à Portland (Maine), est une actrice américaine.

## Biographie

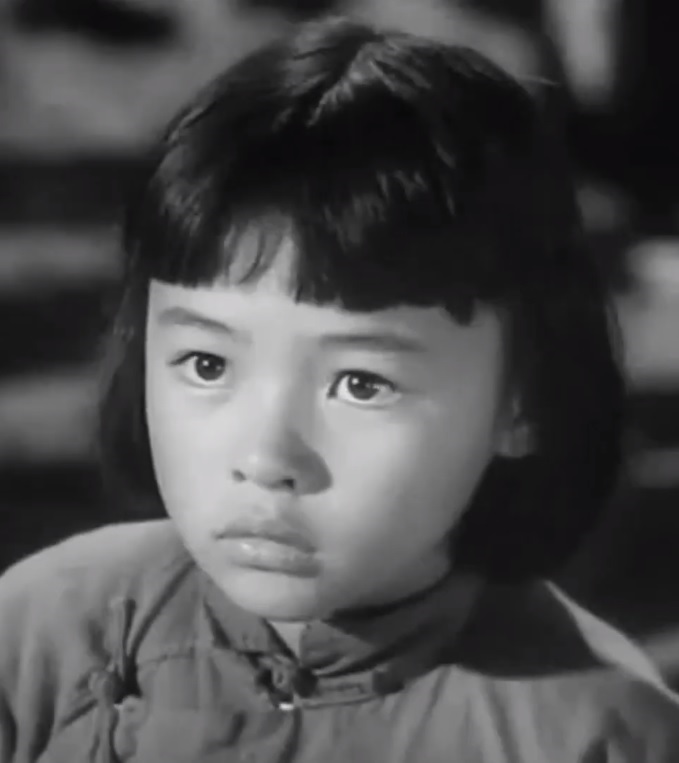
Dans Intrigue (1947)

Morte prématurément à 39 ans des suites d'une athérosclérose, Nancy Hsueh fait par conséquent une brève carrière à l'écran. Elle débute enfant au cinéma dans Les Diables jaunes (en) de Monta Bell (1945, avec Harry Carey et Paul Kelly) puis Intrigue d'Edwin L. Marin (1947, avec George Raft et June Havoc).
Devenue adulte, elle contribue à sept autres films américains, depuis Au rythme des tambours fleuris d'Henry Koster (1961, avec Nancy Kwan et James Shigeta) jusqu'à Appelez-moi docteur d'Howard Zieff (1978, avec Walter Matthau et Glenda Jackson). Entretemps, mentionnons Les Cheyennes de John Ford (1964, avec Richard Widmark et Carroll Baker), Lieutenant Robinson Crusoé de Byron Paul (1966, avec Dick Van Dyke et Nancy Kwan) et La Cible de Peter Bogdanovich (1968, avec Boris Karloff et le réalisateur).
À la télévision américaine, elle apparaît dans seize séries, la première en 1959. Suivent notamment Des agents très spéciaux (un épisode, 1964), Les Mystères de l'Ouest (un épisode, 1966) et Sergent Anderson (un épisode, 1976), sa dernière série.

## Filmographie partielle

### Cinéma
- 1945 : Les Diables jaunes (en) (China's Little Devils) de Monta Bell : une petite orpheline
- 1947 : Intrigue d'Edwin L. Marin : Mia, une orpheline
- 1961 : Au rythme des tambours fleuris (Flower Drum Song) d'Henry Koster : une jeune femme
- 1962 : La guerre est aussi une chasse ou Le Mal de tuer (Man Hunt) de Denis Sanders : Mama San
- 1964 : Les Cheyennes (Cheyenne Autumn) de John Ford : Little Bird
- 1966 : Lieutenant Robinson Crusoé (Lt. Robin Crusoe, U.S.N.) de Byron Paul : une indigène
- 1967 : Quatre Fiancés pour un mari (Doctor, You've Got to Be Kidding!) de Peter Tewksbury : Joan Mavis
- 1968 : La Cible (Targets) de Peter Bogdanovich : Jenny
- 1978 : Appelez-moi docteur (House Calls) d'Howard Zieff : Gretchen

### Télévision
(séries)
- 1962 : Maverick, saison 5, épisode 6 Poker Face de Michael O'Herlihy : Rose Kwan
- 1964 : Des agents très spéciaux (The Man from U.N.C.L.E.), saison 1, épisode 8 Le Mystère de la chambre forte (The Double Affair) de John Newland : Wanda
- 1965 : Suspicion (The Alfred Hitchcock Hour), saison 3, épisode 12 Crimson Witness : la secrétaire
- 1965 : Voyage au fond des mers (Voyage to the Bottom of the Sea), saison 2, épisode 4 Le Robot (The Cyborg) de Leo Penn : Tish Sweetly
- 1965 : Perry Mason, saison 9, épisode 13 The Case of the Baffling Bug de Vincent McEveety : la geisha
- 1965-1966 : Les Espions (I Spy), saison 1, épisode 14 L'Affaire de T'Sien Cha (Affair in T'Sien Cha, 1965 : une jeune femme) de Sheldon Leonard et épisode 15 Le Tigre (The Tiger, 1966 : une infirmière) de Paul Wendkos
- 1966 : Les Mystères de l'Ouest (The Wild Wild West), saison 1, épisode 17 La Nuit où le dragon cria (The Night of the Dragoon Screamed) d'Irving J. Moore : Tsu Hsi
- 1967-1968 : Love Is a Many Splendored Thing (en), feuilleton, épisodes non spécifiés : Mia Elliott
- 1976 : Sergent Anderson (Police Woman), saison 3, épisode 3 Procès d'intention (Trial by Prejudice) de Barry Shear : T. J.